# Kōhei Hiramatsu
Kōhei Hiramatsu (jap. 平松 康平 Hiramatsu Kōhei; ur. 19 kwietnia 1980) – japoński piłkarz występujący na pozycji pomocnika.

## Kariera klubowa
Od 1998 do 2010 roku występował w klubach Shimizu S-Pulse, FC Ryukyu i Fujieda MYFC.